# Perdida (canción)
«Perdida» es el tercer sencillo del álbum "Guapa" de La Oreja de Van Gogh. El periódico El Mundo junto con el grupo organizó un concurso para diseñar la portada del sencillo.

## Información de la canción
Dulce locura acaba con un sonido de trance que interconecta con Perdida y sus bajos al principio. Es la tercera canción más larga del álbum.
En el estudio, el grupo la llamaba humorísticamente "El chute". La letra de "Perdida" escrita por Pablo Benegas puede dar lugar a dos interpretaciones: aunque parezca que aborda el tema de una mujer que ha engañado a su pareja y se arrepiente de ello, en realidad trata de una chica que ha perdido todo por culpa de las drogas y se siente arrepentida de lo que ha hecho y desea recuperar a su pareja. Esta canción fue escrita en contra de las drogas, puntualmente, de la cocaína, cuando dice "yo crucé la línea blanca un día", "porque soy adicta a tu perdón" o "cuántos gramos pesa mi alegría".
Se ha comparado a Perdida con "Esto no es una canción" del disco Ana Jose Nacho del grupo español Mecano, por también tratar el mismo tema, con una misma perspectiva. Es una canción con sonidos muy buenos y la voz de Amaia destaca el trabajo de 10 años, ya que ha aprendido a cantar entre susurros. Según declaraciones del grupo, la trama de la canción tiene continuación en el sencillo La niña que llora en tus fiestas, del disco Cometas por el cielo de 2011, el título podría haber salido del vídeo de este sencillo donde sale Amaia llorando y triste en una fiesta. Junto a Mi vida sin ti, fue cantada por primera vez con Leire en Primera fila.

## Videoclip
En el vídeo, Amaia Montero se encuentra "Perdida" en una fiesta, en la que todos se lo pasan bien excepto ella, pues los demás no necesitan drogas. Fue rodado en el mismo lugar donde hace 8 años habían filmado el videoclip de Dile al Sol. Se grabó con la participación de fanes. En este video, al igual que en 20 de enero, sólo está Amaia, pero esta Amaia se ve más madura, más centrada en su amor a la vida, ya que está dispuesta a dejar su gran adicción.
- Datos: Q6072167